# 槓子寮砲臺
槓子寮砲台，又稱槓仔寮堡壘，是位於台灣基隆市信義區東北方槓子寮段的一處砲台遺址，過去曾是台灣日治時期基隆要塞司令部的要塞轄內設施，目前為中華民國文化部所管轄的國定古蹟。

## 歷史
台灣1895年接受日本統治後，日軍隨即起調查和測繪基隆各砲臺之標高和配備，台灣總督府築城部基隆分部根據1899年《基隆要塞防禦（永久）要領書》中，因應恐爆發之日俄戰爭之虞而修建之「永久防禦炮台」防禦工程。基隆要塞砲兵大隊於1901年3月始建槓子寮砲台，完成於1904年10月，是台灣總督府築城部基隆分部因應日俄戰爭修建的防禦工程之一，屬於日治時期基隆要塞所管轄區域，砲台的指揮部則於1903年4月開始備砲，1904年設有鋼銅製九珊米速射加農砲，整體工事約在1908年3月正式完工，員額編制約180名，與鄰近的牛稠嶺砲臺，為同時監控八斗子、社寮島制高點，以及至白米甕砲台間基隆外海海域防禦任務的重大要塞。
1934年，根據根據要塞再整理修正計畫要領之內容，槓子寮砲臺遭到撤去。1938年3月，1936年，因應縮編軍備原有2門的28釐米榴彈砲，連同2門的鋼製9釐米速射加農砲一併撤離至高雄要塞。
1941年大平洋戰爭爆發，日本對美宣戰，基隆重砲兵連隊更名重砲兵第13連隊，負責對於槓子寮砲台的指揮。第二次世界大戰結束後，基隆要塞與轄內設施均由中華民國國軍所接收，1947年因配合基隆要塞縮減計畫，槓子寮砲台隸屬基隆要塞第三總臺管理，後因編制而一度交由總臺、第一大臺、第一臺、第二分臺管理，直至1950年才在度交由第三總臺管理。並進行增修陣地工事工程。
在被國軍閒置之後，槓子寮砲台曾經荒蕪多年，直到1998年6月23日臺灣省政府公告為省定古蹟後才進行修復工程，並使用殘蹟保存原則，以達到維護古蹟的真實性及完整性進行保存。後在2009年重新公告為國定古蹟，因而成為基隆市眾多砲台之中較晚重整的古蹟，同時因交通不便，地理位置較為偏僻而使砲台保存更加完整。

## 平面配置與構造
槓子寮砲台系統依照槓子寮山與周圍地形而興建，面積約2公頃，位居海拔約150公尺處，該前保留遺跡群是目前基隆市現存最完整的要塞設施系統，配置共分為四大區域，共為兵舍區、庫房區、砲座區、觀測區。其設施均由土堆和自然覆土所圍繞，已達遮掩和防禦效果。

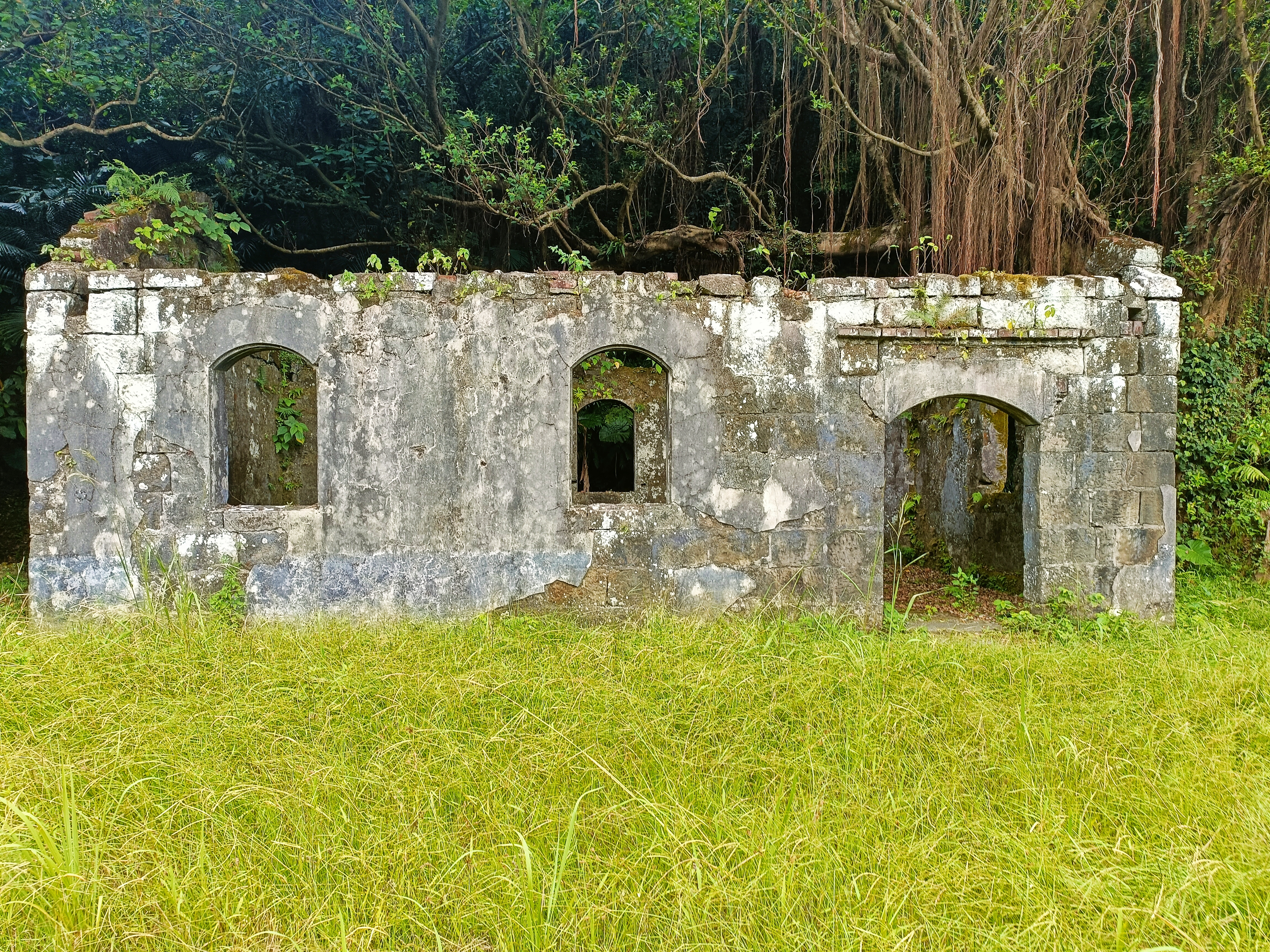
槓子寮砲台士官官舍，主要以砂岩砌牆，採丁字砌法
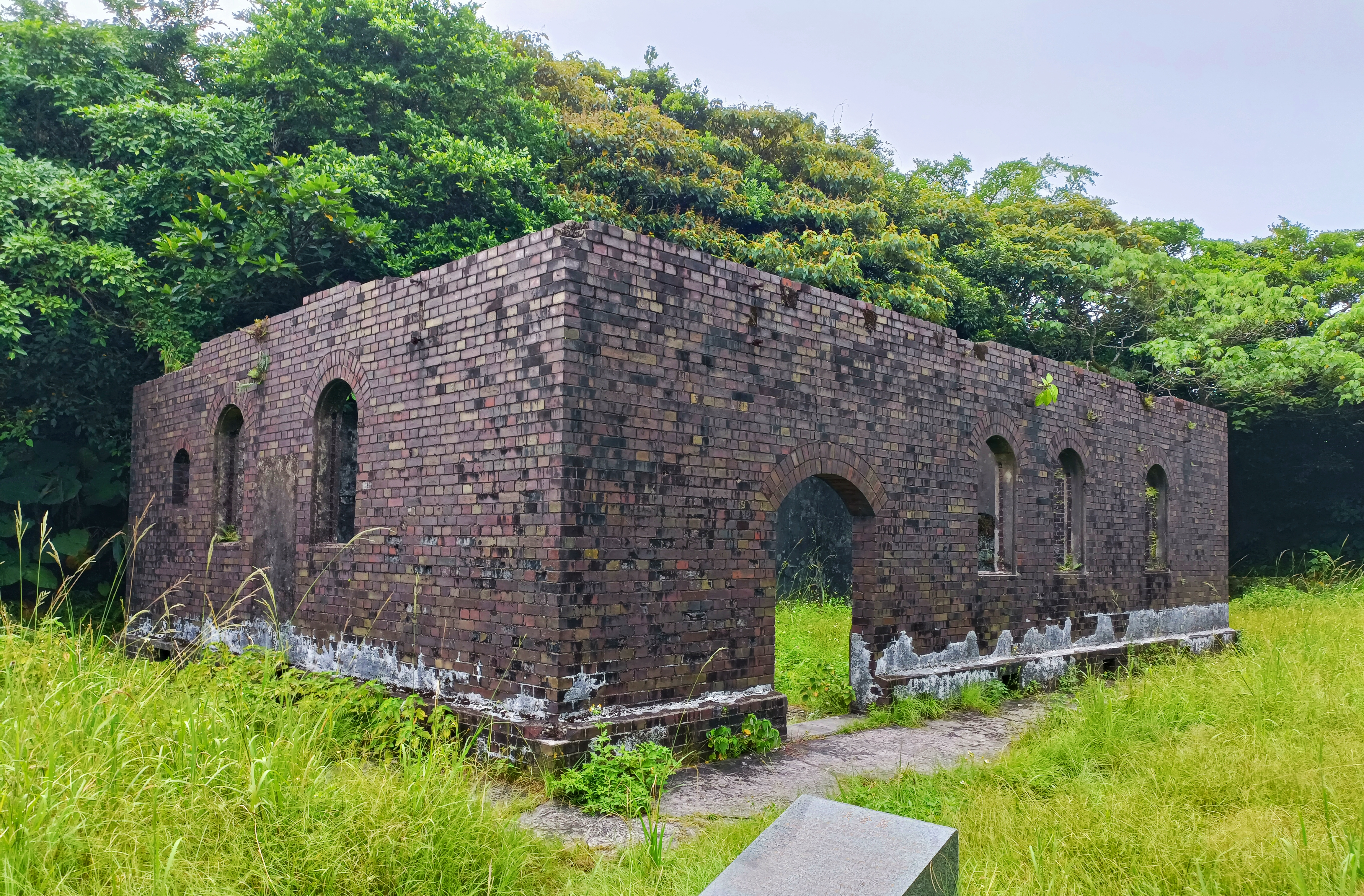
槓子寮砲台將校官舍，磚體以英式水平式砌法製成，其原屋面構架維鐵製構架配亞鉛浪板及日本陶瓦雙層，今已不存
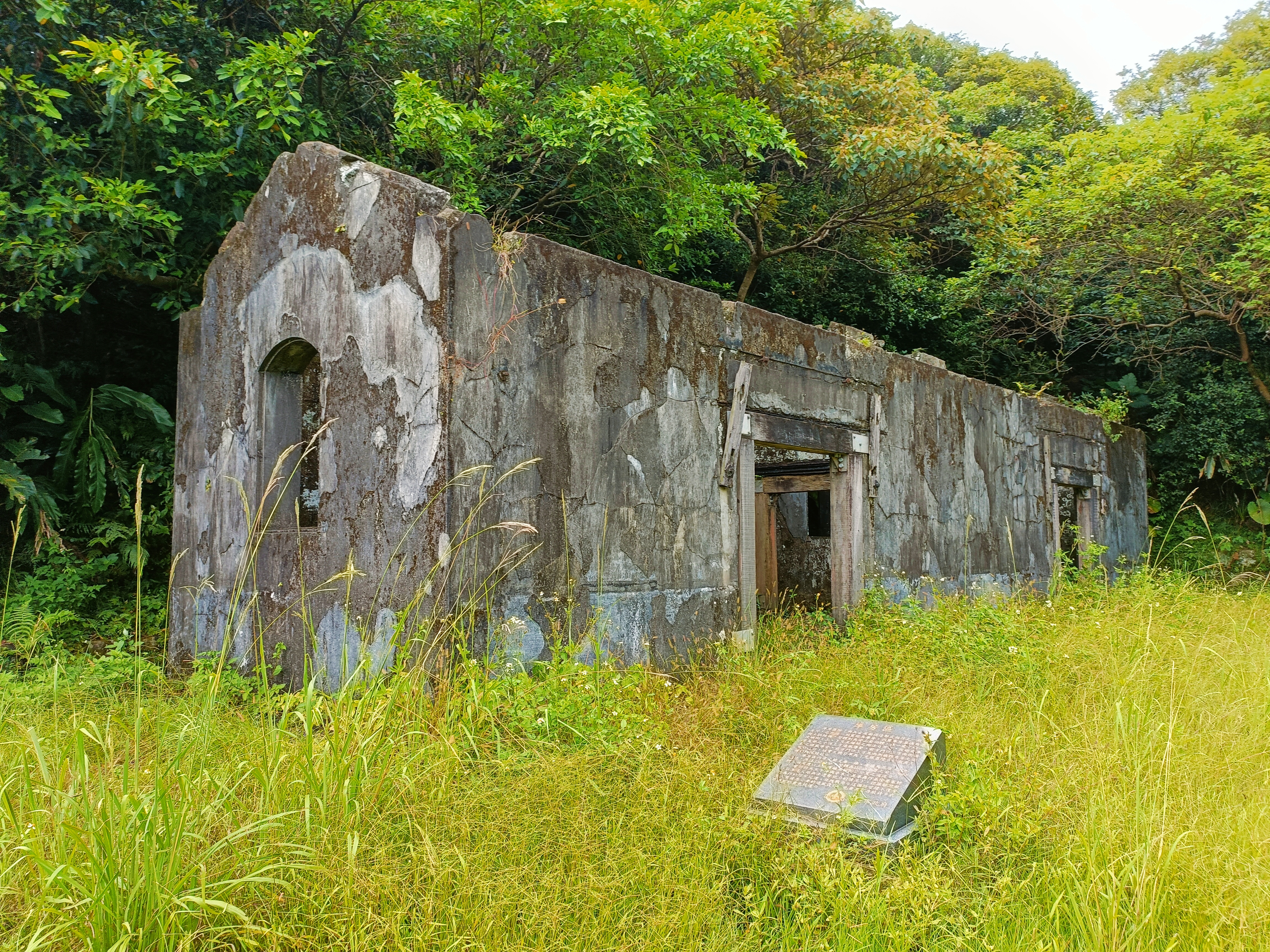
槓子寮砲台一般兵舍
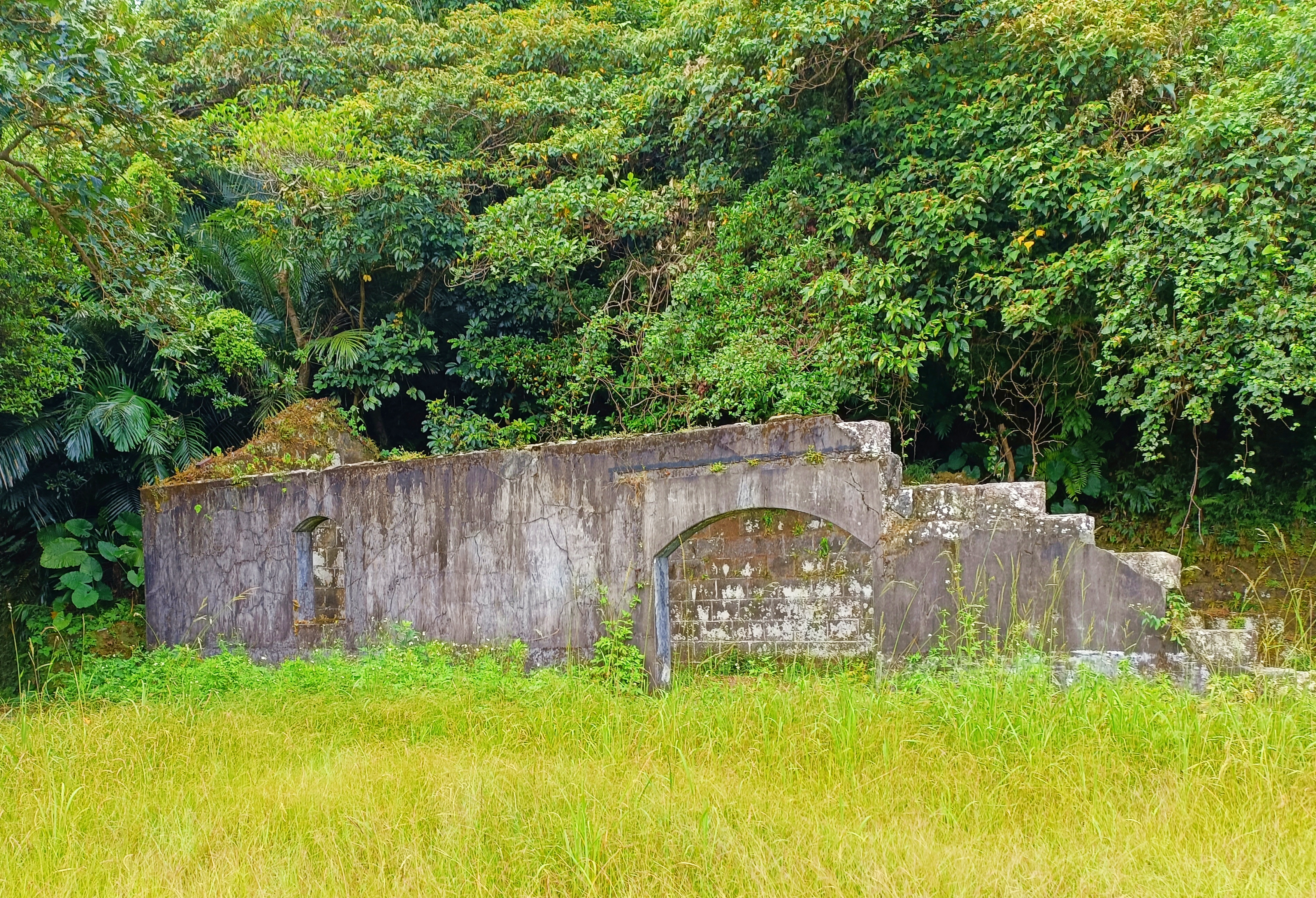
槓子寮砲台火藥支庫

砲台入口處及最下面一層為第一兵舍區，由一般兵舍、將校官舍、衛兵所、士官官舍、軍馬廄舍、廁所和第一蓄水池構成，除了將校官舍外均由基隆就地取才砂岩構成，後以灰漿加工穩定其結構。此外建築群多加提高基座和床架柱構，因基隆多雨潮濕氣候而提高設施，將校官舍另設有貓洞提供地板通風對抗潮濕。另外設置火工作業區以抵禦槓子寮山夜間潮濕之天氣。
庫房區除了設立與兵舍區相仿之軍營建築外，還設置一砲座營房。庫房區另設有火藥支庫一棟，指揮所一棟，其屋頂為混凝土拱構造，厚達150公分，壁體為150公分厚之安山岩砌成。沿著營舍至庫房的步道旁設有第二次世界大戰期間因應躲避敵機轟炸的防禦坑道。

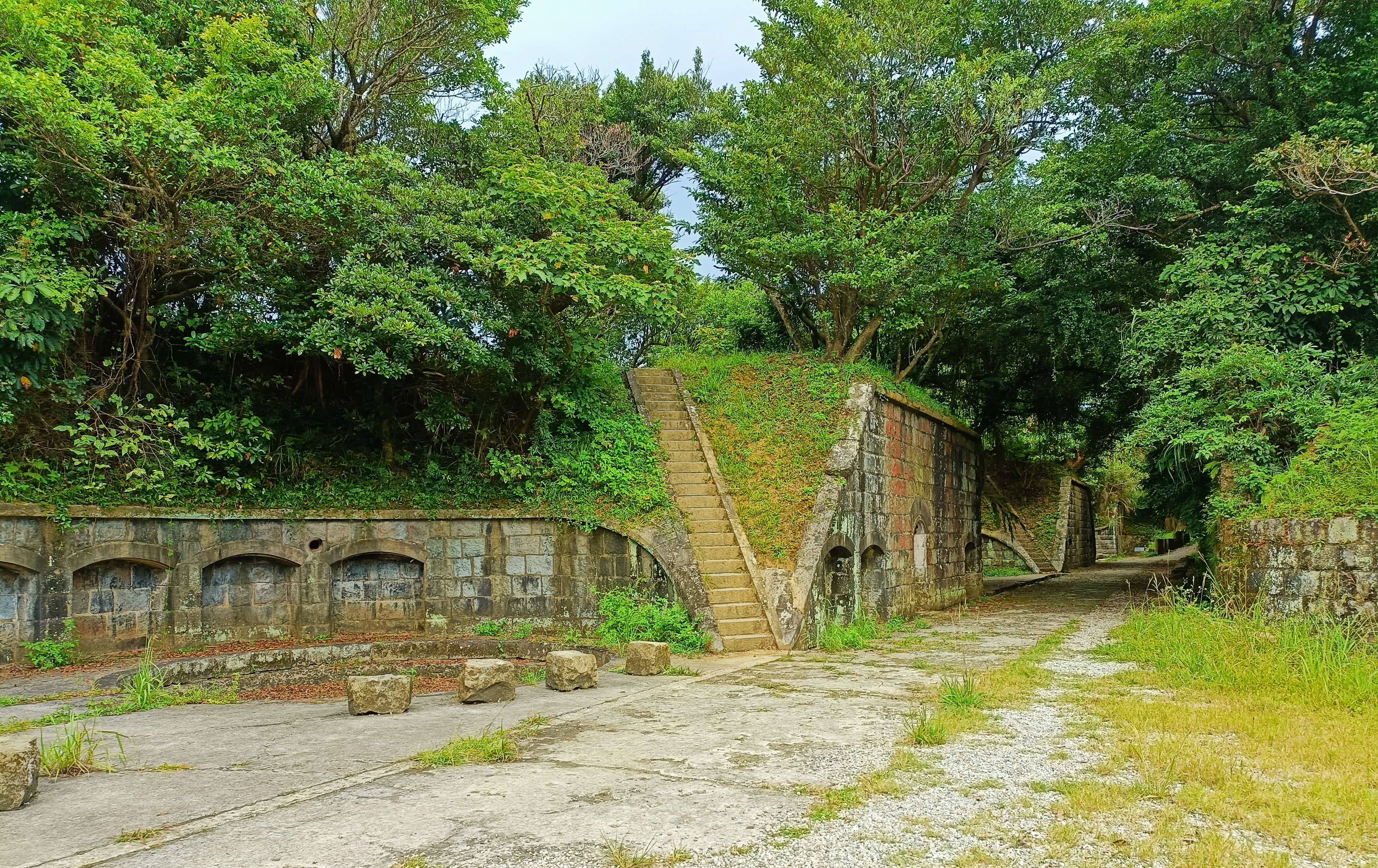
槓子寮砲台砲座區
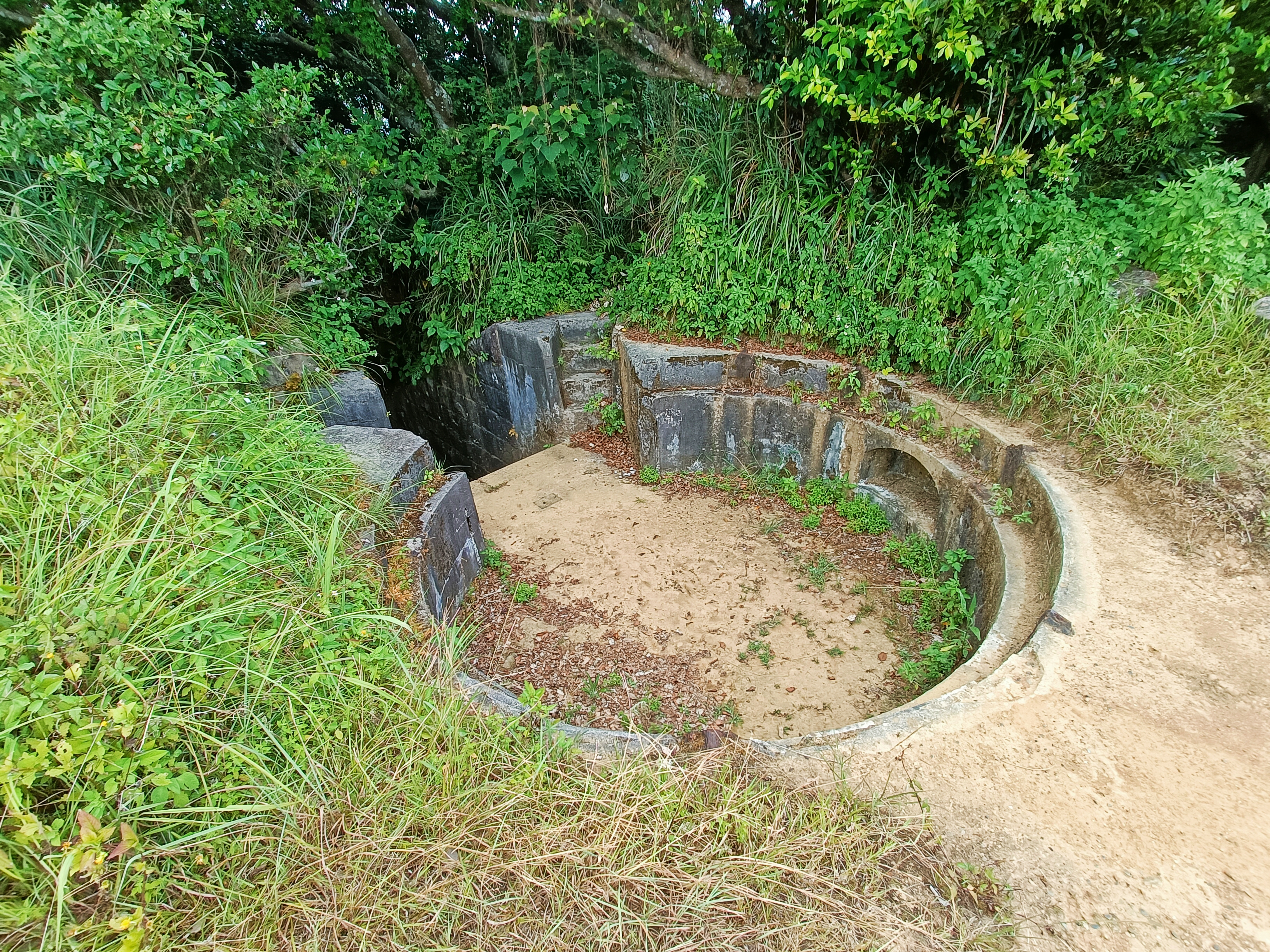
槓子寮砲台觀測所
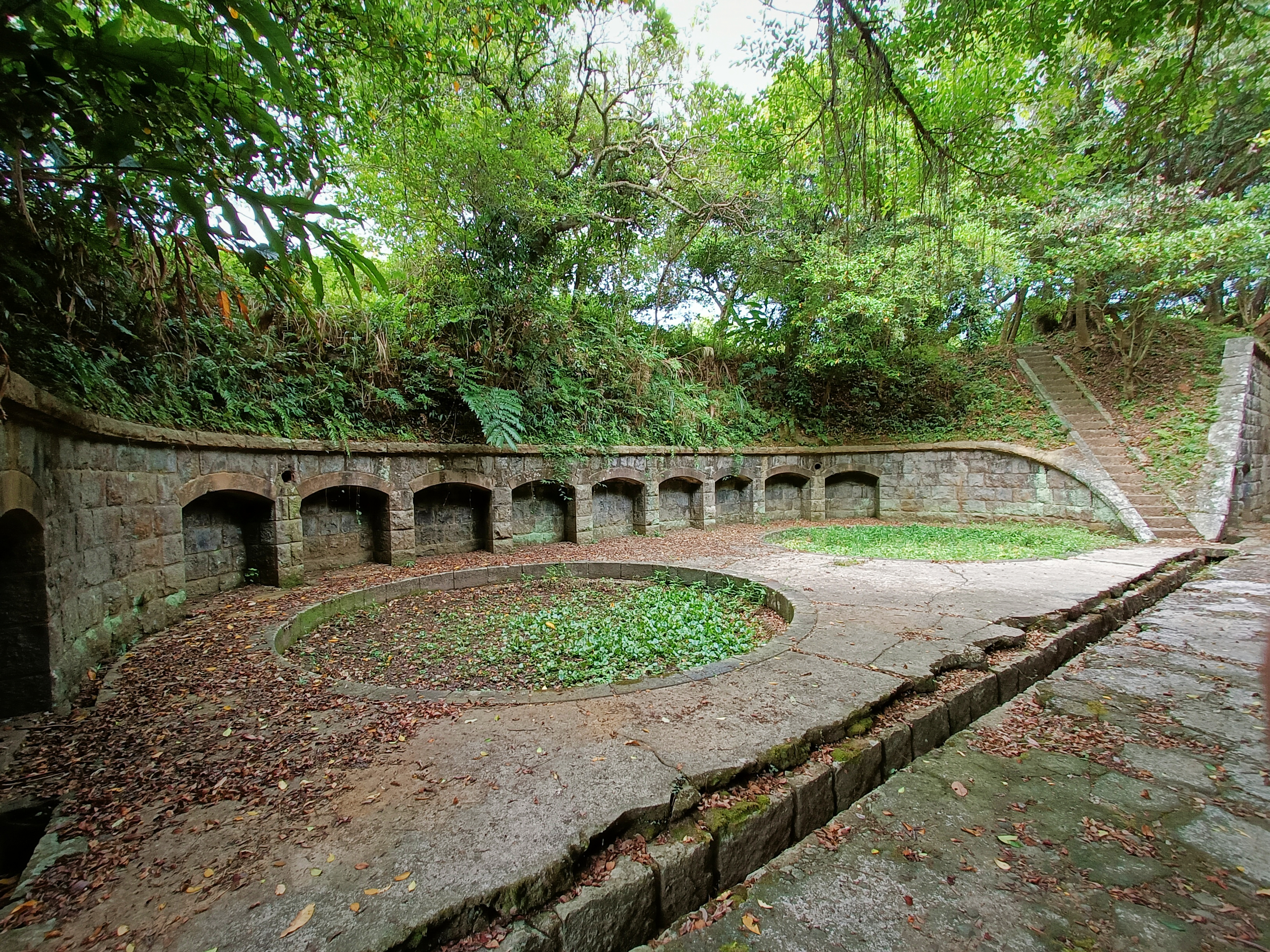
槓子寮砲台砲座
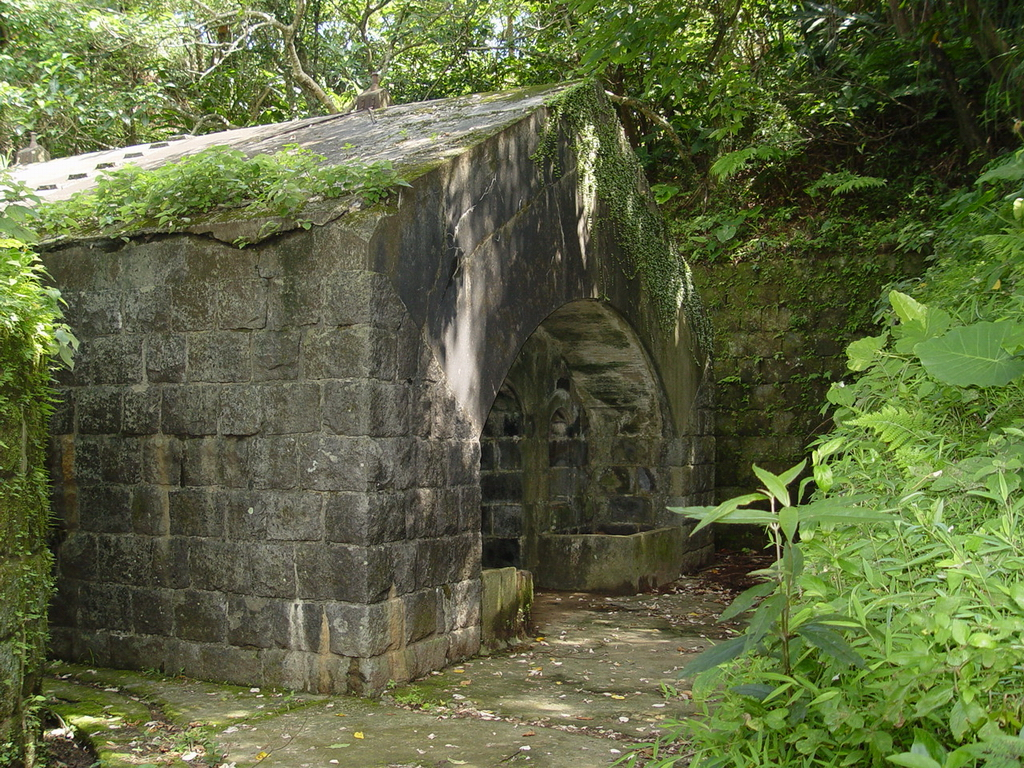
槓子寮砲台庫房區的指揮所

砲座區共由三座榴彈砲座、一座平等砲座、四座地下掩體彈藥庫、指揮所及第二蓄水池構成、每一座榴彈砲座配有兩座28口徑砲盤。共能配備約六座榴彈砲，其砲座牆體結構設有10-15座凹槽貯彈孔，上方採用混擬土造拱。平等砲座則對向全區東南角，為防禦瑞芳前往基隆陸路用處，因運砲路程較遠，另設有附屬砲側庫。
地下彈藥庫全採混擬土半圓形拱頂所構成，以「每2門火砲設立1座砲側庫」為原則設立。並設有50公分厚混擬土牆作為防禦功能，內部空間長約為5.37公尺、寬約為2.98公尺，最初作為置放火藥、彈藥等武器之場所。此外觀測台與砲座區子牆之間設有通話孔裝置，能夠藉由該通知及時通知兩地駐守人員。
觀測區則由主要及輔助觀測所、次觀測所、通信及輔助通信庫房、以「野戰工事」新築之探照燈庫房、發電自動車庫房構成。觀測所作為觀測基隆外海、通訊與防空作用。該結構為半圓形混擬構造，原設有鐵堡，今已不存。

## 外部連結
- 台灣省政府公告關塞古蹟 （页面存档备份，存于）
- 國家文化資產網：槓仔寮砲台 （页面存档备份，存于）
- 國定古蹟環景導覽：槓子寮砲台 （页面存档备份，存于）
- 基隆市政府：隆來拍電影 （页面存档备份，存于）
- 基隆旅遊網：槓子寮砲台 （页面存档备份，存于）